# Słoneczna Turnia (Dolina Kobylańska)

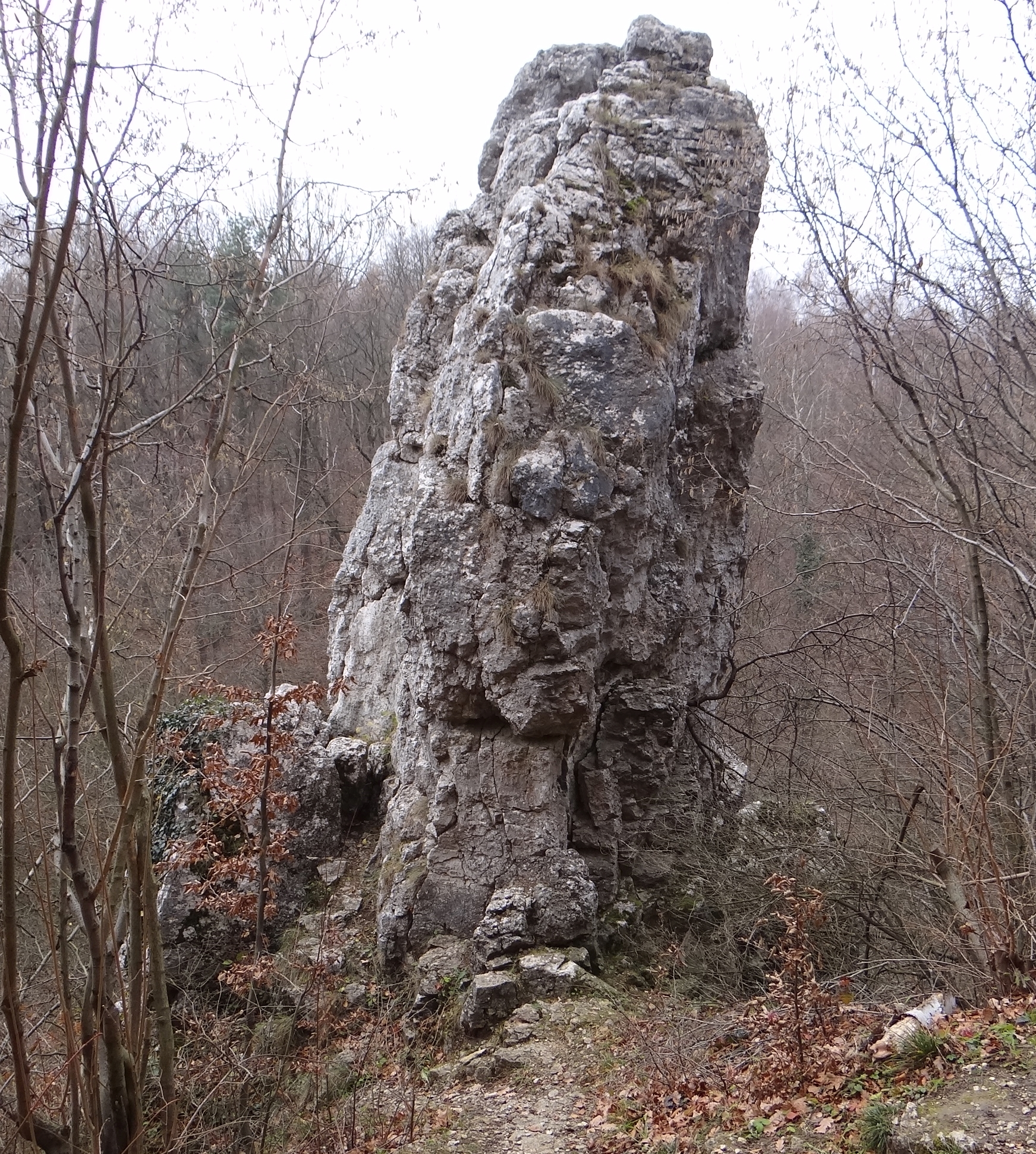
Słoneczna Turnia

Słoneczna Turnia – skała na Wzgórzu Dumań w Dolinie Kobylańskiej na Wyżynie Olkuskiej, w miejscowości Karniowice, w gminie Zabierzów, powiecie krakowskim, województwie małopolskim. Znajduje się w górnej, północnej części orograficznie lewych zboczy doliny, poniżej skał Lotniki i Pochyła Grań. Jest najniżej z nich położona.
Dolina Kobylańska jest jednym z najbardziej popularnych terenów wspinaczki skalnej. Skały mają dobrą asekurację. Zbudowana z wapieni Słoneczna Turnia znajduje się w lesie. Ma wysokość 13–15 m i połogie, pionowe ściany z filarem. Przez wspinaczy skalnych zaliczana jest do Grupy nad Źródełkiem. Wspinacze poprowadzili na niej 4 drogi wspinaczkowe o trudności II – VI+ w skali Kurtyki. Mają wystawę południowo-wschodnią, południową i południowo-zachodnią. Na jednej z nich zamontowano haka (h).

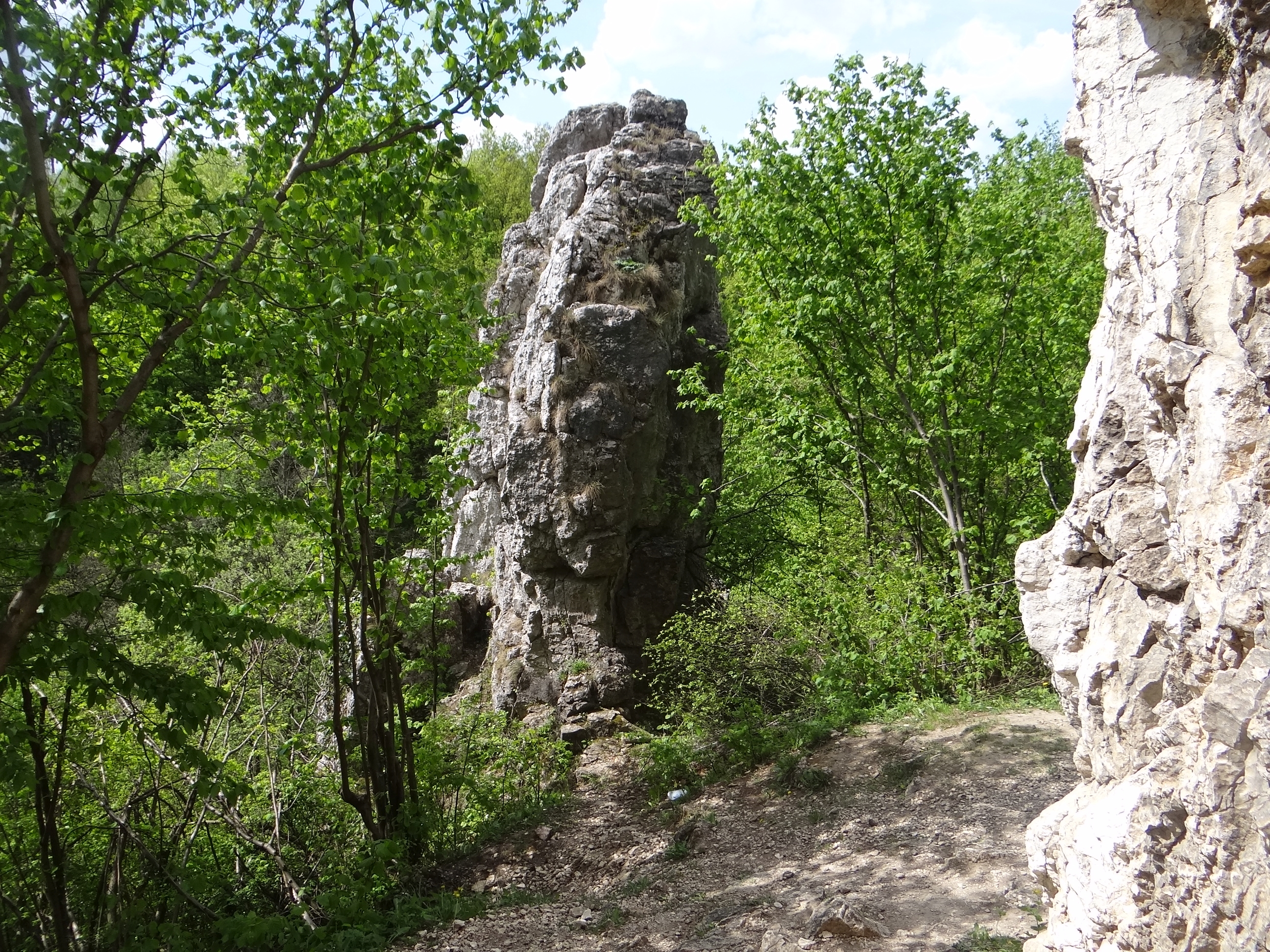
Słoneczna Turnia i Lotniki

## Drogi wspinaczkowe
1. Lewa rysa; V+, 15 m
2. Kurtykówka; VI+, 1h, 15 m
3. Słoneczna; IV, 15 m
4. Zejściowa; II, 13 m[3].